# Nomdieu
Nomdieu é uma comuna francesa na região administrativa da Nova Aquitânia, no departamento Lot-et-Garonne. Estende-se por uma área de 12,46 km². Em 2010 a comuna tinha 256 habitantes (densidade: 20,5 hab./km²).